# Dolichoscyta papuensis
Dolichoscyta papuensis är en fjärilsart som beskrevs av George Francis Hampson. Dolichoscyta papuensis ingår i släktet Dolichoscyta och familjen nattflyn. Inga underarter finns listade i Catalogue of Life.